# Gillis Herlitz

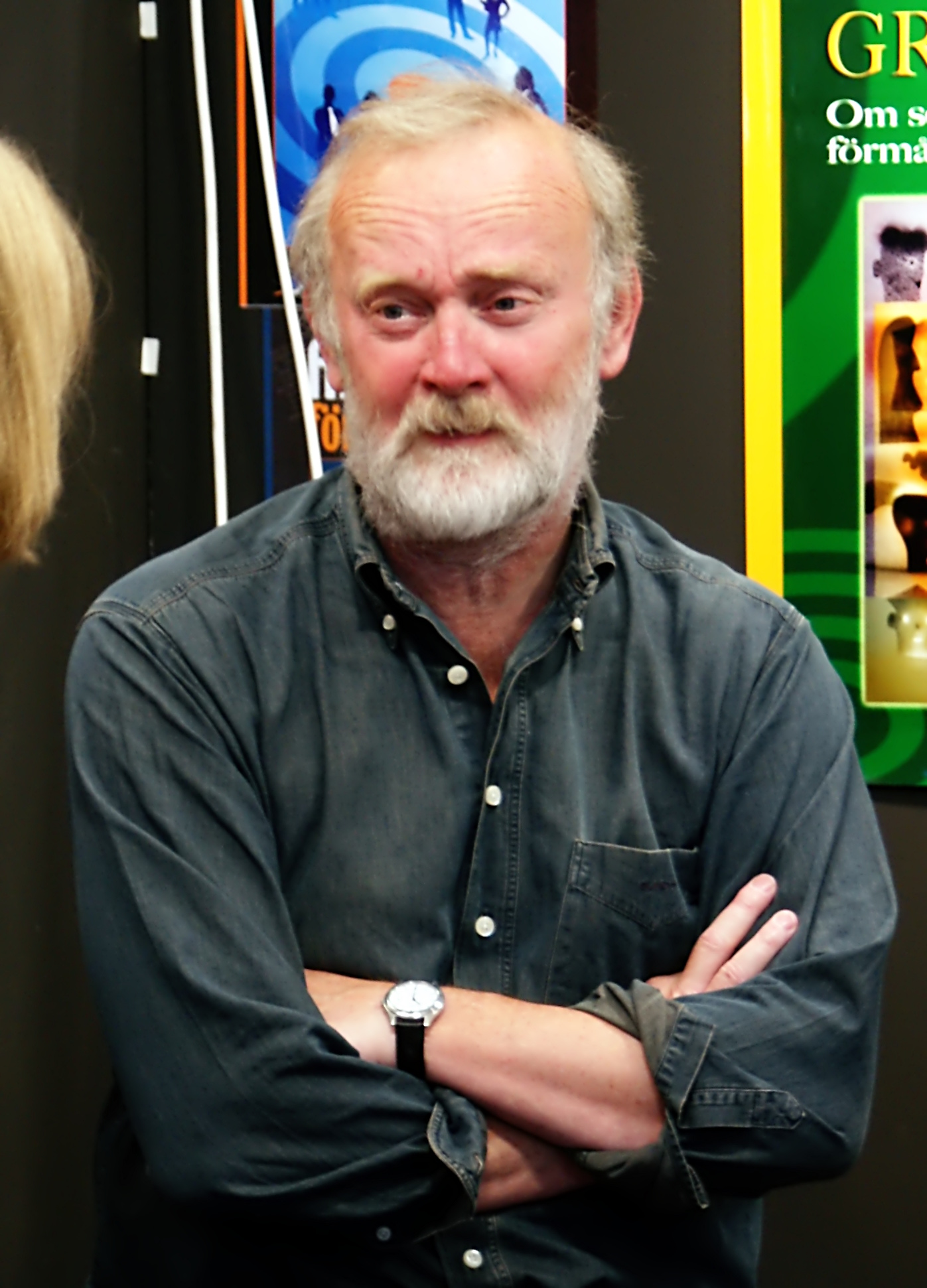
Gillis Herlitz på Bok & Biblioteksmässan 2008.

Carl-Gillis Oscar Herlitz, född 2 augusti 1944, är en svensk antropolog och etnolog, bosatt i Uppsala. Han har skrivit böcker om och föreläser om kulturmöten, social kompetens och arbetsplatsrelationer.
I början av 1990-talet var Herlitz domare i TV-programmet Dominans. 
Sedan mars 2017 driver han podden Vid mogen ålder tillsammans med Hans Dalborg.